# Rue Daru
La rue Daru est une voie du 8e arrondissement de Paris.

## Situation et accès
Elle commence au 254, rue du Faubourg-Saint-Honoré et se termine au 75, rue de Courcelles.
Le quartier est desservi par la ligne 2 aux stations Ternes et Courcelles.

## Origine du nom

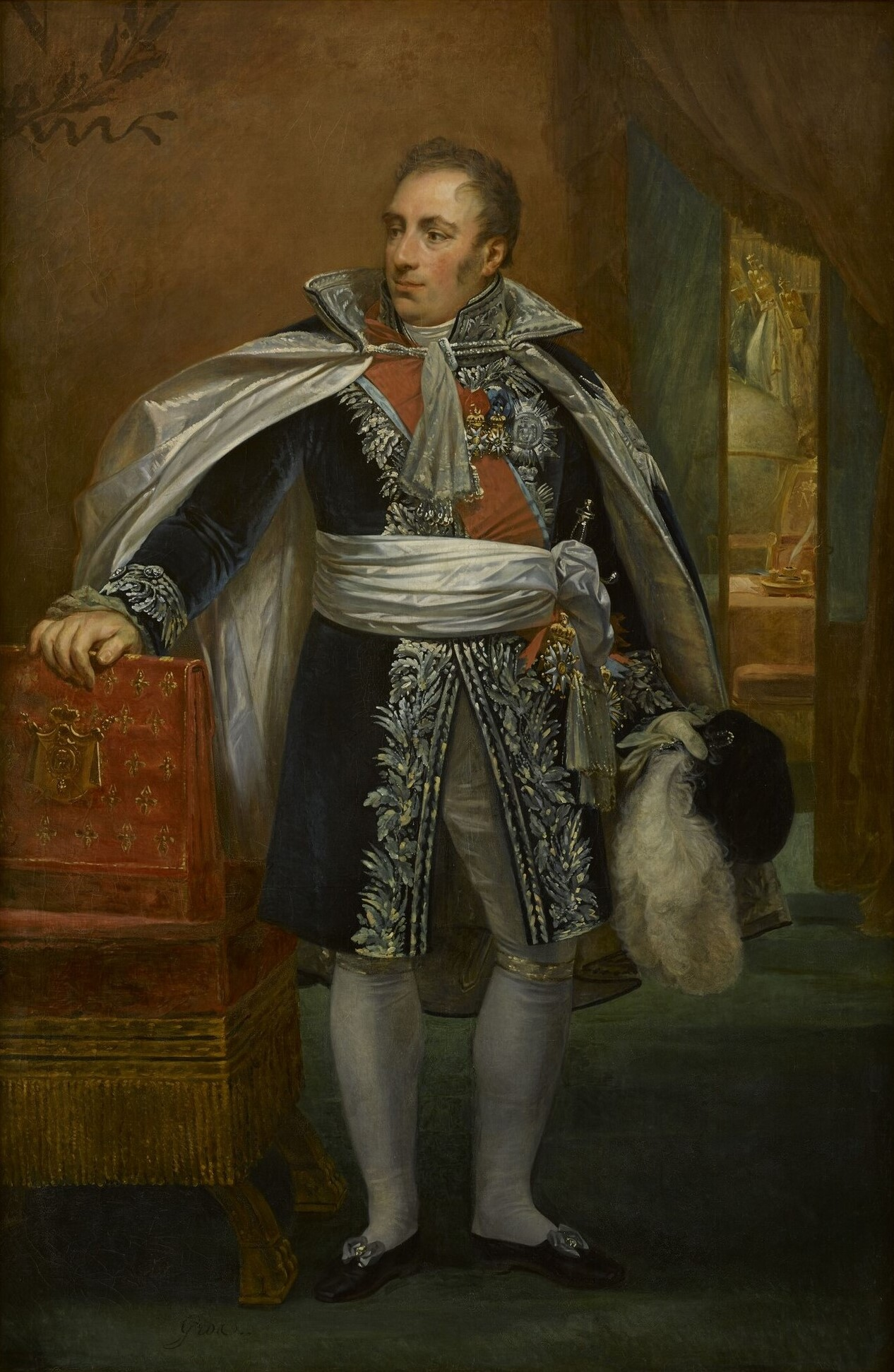
Pierre Daru.

Le nom de la rue fait référence au comte Daru (1767-1829), historien et homme d'État.

## Historique
La voie fut ouverte en 1790 sous le nom de « rue de la Croix-du-Roule » car on y trouvait un calvaire. En 1796, elle prit le nom de « rue de Milan » pour commémorer la prise de Milan par les troupes françaises de Napoléon Bonaparte le 15 mai 1796. Elle reprit sa dénomination d'origine en 1815, avant d'être rebaptisée « rue Daru » en 1867.
Une décision ministérielle du 4 mai 1816 a fixé à 10 mètres la moindre largeur de la rue.

## Bâtiments remarquables et lieux de mémoire
- No 12 : cathédrale orthodoxe Saint-Alexandre-Nevsky, consacrée en 1861, œuvre de l’architecte russe Roman Kouzmine[4], est le cœur du « quartier russe » de Paris, habité autrefois par de nombreux Russes blancs émigrés après 1917.

À ce numéro se trouvait également un bâtiment détruit depuis : l'hôtel d'Isabel Pesado de la Llave (1832-1912), duchesse de Mier, riche aristocrate mexicaine et philanthrope. Elle quitta le Mexique en 1899 à la mort de son mari, Antonio de Mier de Celis, duc de Mier, fondateur de la Banque nationale du Mexique, et vint finir ses jours à Paris dans l'hôtel de la rue Daru.
- No 16 (détruit) : à cette adresse se trouvait l'hôtel particulier du comte polonais Georges Mniszech, construit par l'architecte Clément Parent vers 1870 et démoli par la suite[6].
- No 17 : immeuble de style Art déco construit en 1929 par l’architecte René Orlhac[7].
- No 22 : cercle d'escrime Hoche (fondé en 1910)[5].
- No 80 : à cette adresse se trouvait l’hôtel du nonce apostolique[8], acquis peu avant la Première Guerre mondiale par le cardinal Amette, utilisé après la guerre comme hôpital pour soldats aveugles[9].

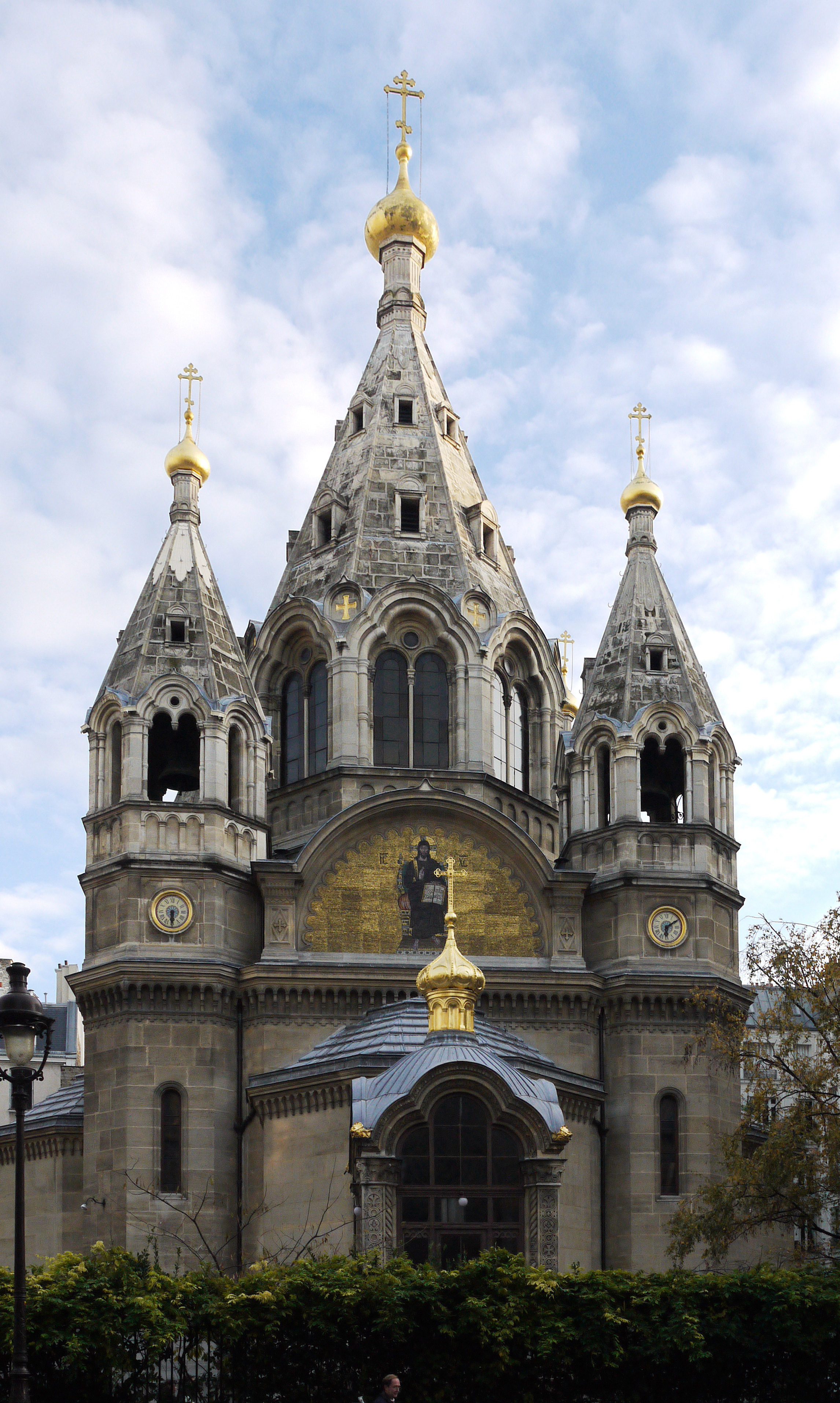
La cathédrale orthodoxe Saint-Alexandre-Nevsky.